# 2487 Juhani
2487 Juhani (1940 RL) là một tiểu hành tinh vành đai chính được phát hiện ngày 8 tháng 9 năm 1940 bởi H. Alikoski ở Turku.